# Rode slangkopvis
De rode slangkopvis (Channa micropeltes) is een straalvinnige vis uit de familie van slangkopvissen (Channidae) en behoort derhalve tot de orde van baarsachtigen (Perciformes). De vis kan een lengte bereiken van 130 centimeter. 

## Leefomgeving
Channa micropeltes is een zoetwatervis. De vis prefereert een tropisch klimaat. Het verspreidingsgebied beperkt zich tot Azië. De diepteverspreiding is 0 tot 100 meter onder het wateroppervlak. 

## Relatie tot de mens
Channa micropeltes is voor de visserij van aanzienlijk commercieel belang. In de hengelsport wordt er weinig op de vis gejaagd. Tevens wordt de soort gevangen voor commerciële aquaria. 